# Max Hartung
Max Hartung (n. 8 octombrie 1989, Aachen, RFG) este un scrimer german specializat pe sabie, campion mondial pe echipe în 2014 și campion european pe echipe în 2015.

## Carieră
Hartung s-a născut în Aachen, dar părintii săi s-au mutat la Dormagen când avea doi ani. S-a apucat de scrimă la vârsta de opt ani. A fost descoperit repede de Vilmoș Szabo, antrenor principal la clubul TSV.
După ce a devenit campion mondial la juniori în 2009, s-a alăturat lotului olimpic german, cu care a câștigat medalia de bronz la Campionatul de Scrimă din 2010 de la Leipzig. În 2011 a urcat pe podium pentru prima dată la o etapă de Cupa Mondială cu o medalie de bronz la Padua. În același an a obținut o medalie de bronz la Campionatul European de la Sheffield, fiind învins în semifinală de rusul Aleksei Iakimenko. A participat la ambele probe la Jocurile Olimpice de vară din 2012. La proba individuală a ajuns în sferturile de finală, unde a pierdut cu ungurul Áron Szilágyi, care a devenit campion olimpic în cele din urmă. La proba pe echipe Germania a pierdut cu Coreea de Sud în sferturi de finală și a terminat concursul pe locul 5 după ce a învins Belarusul, apoi Statele Unite. Hartung a încheiat sezonul 2011-2012 pe locul 12 în clasament mondial.
A ajuns din nou în sferturile de finală la Campionatul Mondial din 2013 de la Budapesta, dar s-a oprit în față rusului Veniamin Reșetnikov. Le fel și la Campionatul Mondial din 2014 de la Kazan, unde a pierdut cu românul Tiberiu Dolniceanu. La proba pe echipe din aceeași competiție, lotul Germaniei a trecut succesiv de China, apoi Statele Unite și țara gazdă, Rusia. Hartung și colegii lui au învins-o pe echipa campioană olimpică, Coreea de Sud, aducând Germaniei primul titlu mondial la sabie pe echipe din istoria sa.
Hartung studiază sociologia, politica și economica la Universitatea Zeppelin din Friedrichshafen.

## Palmares
Clasamentul la Cupa Mondială
| An  | 2005 | 2006 | 2007 | 2008 | 2009 | 2010 | 2011 | 2012 | 2013 | 2014 | 2015 |
| --- | ---- | ---- | ---- | ---- | ---- | ---- | ---- | ---- | ---- | ---- | ---- |
| Loc | 393  | _    | 97   | 102  | 124  | 63   | 15   | 13   | 20   | 14   | 7    |

## Legături externe
- de  Profil la Federația Germană de Scrimă
- en  Profil Arhivat în 17 august 2014, la Archive.is la Confederația Europeană de Scrimă
- en Max Hartung la Olympedia.org